# Partido dos Trabalhadores Húngaros
O Partido dos Trabalhadores Húngaros (em húngaro: Magyar Dolgozók Pártja, MDP) foi um partido político comunista da Hungria.
O partido foi formado em 1948 através da fusão do Partido Comunista Húngaro com o Partido Social Democrata Húngaro, e, foi o partido que governou a Hungria comunista, de 1948 a 1956.
Em 1949, a nova constituição húngara declarou a República Popular da Hungria e, declarou o socialismo como objectivo a alcançar. 
O regime comunista do MDP foi um regime completamente fiel à URSS, tendo perseguido, brutalmente, os seus opositores.
Em 1956, durante a Revolução Húngara, o partido foi reorganizado como Partido Socialista Operário Húngaro, como um novo partido para disputar as prometidas eleições democráticas durante a Revolução. Com a intervenção da URSS e supressão de dita revolução, o novo nome do partido foi confirmado, bem como, a lealdade do regime comunista húngaro para com a URSS.